# بيت الروحاء (مناخة)

تعديل مصدري - تعديل

بيت الروحاء هي إحدى قرى عزلة حصبان بمديرية مناخة التابعة لمحافظة صنعاء، بلغ تعداد سكانها 113 نسمة حسب تعداد اليمن لعام 2004.